# Lech Mackiewicz
Lech Mackiewicz (Skierniewice, 11 settembre 1960) è un attore, regista e sceneggiatore polacco, ha interpretato Stefan Wyszyński nei film Karol - Un uomo diventato papa e Karol - Un papa rimasto uomo.